# Nino Martoglio
Nino Martoglio (Belpasso, Catania, 3 de diciembre de 1870 - Catania, 15 de septiembre de 1921) fue un escritor y poeta, comediógrafo y realizador teatral en lengua siciliana e italiana de entre los más importantes del siglo XIX, además director y escenógrafo de cine mudo.

## Biografía
Hijo de un periodista ex partidario de Garibaldi, abandona sus ambiciones de convertirse en capitán de marina hacia 1899 y con unos escasos 19 años funda una revista humorística y satírica escrita completamente en siciliano, D'Artagnan, donde publicó todas sus poesías, reunidas luego en gran parte en la antología Centona. Centona fue apreciada por Giosuè Carducci sobre todo por el verismo descriptivo de la belleza del característico paisaje de la isla. 
Seguidamente se dedicó con más atención al teatro: en 1901 creó la Compagnia Drammatica Siciliana, de la cual forman parte actores como Giovanni Grasso, Virginia Balistrieri, Giacinta Pezzana y Totò Majorana, con la intención de dar a conocer a nivel nacional el teatro dialectal en siciliano: en abril de 1903 llegaron a estrenar con éxito en Milán. Entre 1907 y 1908 se convierte en director de la compañía capitaneada por 
Angelo Musco, con quien instaura una provechosa colaboración artística, tanto lanzando autores nuevos (Rosso di San Secondo, con su obra Madre de 1908) como con muchas comedias escritas por Martoglio, de las cuales las más conocidas son San Giovanni decollato (1908) y L'aria del continente (1910). En 1910 fundó en Roma la estructura estable del primer «Teatro Mínimo", cerca del Teatro Metastasio, cuidando la dirección de numerosas obras únicas del repertorio italiano y extranjero y sobre todo animando y llevando a escena las primeras obras teatrales de Luigi Pirandello, ya famoso como novelista y escritor (Lumie di Sicilia y La morsa, ambas de 1913). Junto a Pirandello escribió A Vilanza (El balance) y Cappidazzu paga tuttu. Dirigió numerosas puestas en escena teatrales; en diciembre de 1918 fundó su última compañía teatral, la Compagnia del Teatro Mediterráneo, activa hasta 1920.
A partir de 1913 y por dos años se dedicó al cine, produciendo (para su Morgana Films de Roma) y dirigiendo cuatro películas, actualmente desgraciadamente perdidas: 
- Il Romanzo con Carmine Gallone y Soava Gallone,
- el aventurero Capitán Blanco trata de su obra teatral Il Palio, los exteriores filmados en parte en Libia,
- luego Teresa Raquin, que trata del drama homónimo de Émile Zola,
- pero sobre todo aquel que le dio la fama, la célebre Sperduti nel buio, basada en la obra de Roberto Bracco, la primera obra realista del cine italiano, considerada a posteriori por la crítica como anunciadora del neorrealismo y que tuvo un remake sonoro en 1974, dirigido por Camillo Mastrocinque, con Vittorio De Sica.

Toda su obra está caracterizada, aparte del verismo y la belleza del paisaje, por una fuerte contraposición entre la riqueza y la pobreza: fue el cantor de los lujosos palacios de la aristocracia y de los tugurios, de los cafés de lujo de finales del siglo XVIII y de las callejuelas populares. Su fama se mantiene prácticamente intacta hasta los años 30, con muchas de sus comedias adaptadas al cine sonoro.
Muere trágicamente a los 50 años al caer misteriosamente por la caja de la escalera de un hotel de Catania. Su hermano menor, Giulio Martoglio (Catania, 1882 - 27 de noviembre de 1915) murió a los 33 años, combatiendo en el Carso durante la Primera Guerra Mundial. Sus hijas, Vincenza y Angela, crearon un fondo en el que se han conservado todos sus manuscritos.

## Filmografía

### Películas dirigidas
1. Il Romanzo (1913)
2. Capitán Blanco (1914)
3. Sperduti nel buio (1914)
4. Teresa Raquin (1915)

### Películas adaptadas de obras teatrales de Martoglio
1. L'aria del continente, dirección de Gennaro Righelli (1935) con Angelo Musco (de la comedia homónima)
2. Il marchese di Ruvolito, dirección de Raffaello Matarazzo (1939) (de la comedia homónima)
3. Troppo tardi t'ho conosciuta, dirección de Emanuele Caracciolo (1939) (de la comedia Il Divo)
4. San Giovanni decollato, dirección de Amleto Palermi (1940) con Totò (de la comedia homónima)
5. Sempre più difficile, dirección de Piero Ballerini y Renato Angiolillo (1943) (de la comedia Sua Eccellenza di Falcomarzano)

- Datos: Q518152
- Multimedia: Nino Martoglio / Q518152